# Adolf Eybel

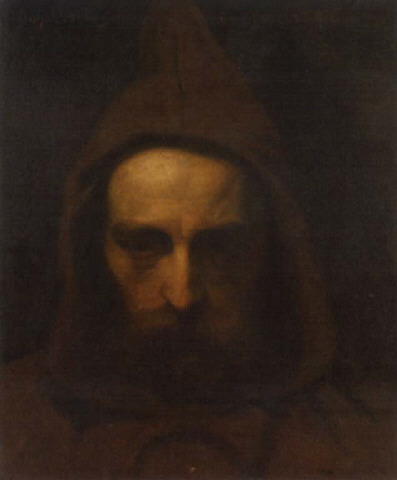
Bildnis eines Mannes in Mönchskutte

Adolf Eybel (* 24. Februar 1808 in Berlin; † 12. Oktober 1882 ebenda) war ein deutscher Maler und Lithograf.

## Leben und Wirken
Eybel wurde bereits mit 14 Jahren Schüler an der Kunstakademie seiner Heimatstadt Berlin. Ab 1828 konnte sich Eybel fast regelmäßig an den jährlich stattfindenden akademischen Ausstellungen beteiligen. Nach seiner Ausbildung dort und mehreren Studienreisen nahm ihn 1830 der Maler Karl Wilhelm Kolbe d. J., sein späterer Schwiegervater, als Schüler an. Gefördert und unterstützt durch seinen Lehrer, war es Eybel 1834 möglich, für fünf Jahre nach Paris zu gehen und bis 1839 bei Ary Scheffer und hauptsächlich bei Paul Delaroche zu studieren. Er konzentrierte sich in dieser Zeit auf die Genremalerei. So beschickte er beispielsweise die Berliner Akademie-Ausstellung 1836 mit dem Bild Aehrenleserin.
1839 kehrte Eybel nach Deutschland zurück und ließ sich in Berlin nieder. Als freischaffender Maler und Lithograf beschäftigte er sich vornehmlich mit Porträt- und Genremalerei. 1846 schuf Eybel das monumentale Historienbild Der große Kurfürst in der Schlacht bei Fehrbellin, mit dem er sich quasi über Nacht einen Namen machte. Es hing im ehemaligen Berliner Stadtschloss und gilt als Kriegsverlust. 1849 wurde die Darstellung als Jahresgabe für die Mitglieder des Vereins der Kunstfreunde in Preußen von Paul Sigmund Habelmann gestochen.
1849 betraute man Eybel mit einem Lehrauftrag und übertrug ihm als Nachfolger von Friedrich Leopold Bürde die Leitung der „Klasse der Tiermalerei“ an der Kunstakademie. Im Februar 1851 wurde er dort Professor und im Mai 1852 wurde er zum Akademischen Senatsmitglied ernannt.
In den 1870er Jahren unterrichtete er außerdem die „Malklasse nach dem lebenden Modell“ (auch „Lebensklasse“ genannt) im Verein der Künstlerinnen und Kunstfreundinnen.
Im Alter von 74 Jahren starb Adolf Eybel 1882 in Berlin und wurde auf dem Alten St.-Matthäus-Kirchhof in Schöneberg beigesetzt. Das Grab ist nicht erhalten geblieben.

## Werke (Auswahl)
- Aehrenleserin
- Bauernkinder im Eselskarren aus Romainville bei Paris
- Ein Winzer, seine Gärten und Felder betrachtend
- Milchhändlerin
- Ein Fischer mit seinem Mädchen (ursprünglich Lautenspieler und Mädchen, Öl auf Leinwand)
- Spaziergang aus Goethes „Faust“
- Italienische Fischer
- Die Weinzeche
- Eine Szene aus Walter Scotts „Woodstock“
- Richard Löwenherz und Blondel
- Freskogemälde in der Apsis der Heilandskirche am Port von Sacrow (1845; Entwurf: Carl Joseph Begas)
- Der große Kurfürst in der Schlacht bei Fehrbellin (Historienbild)
- Albrecht Achilles, im Kampf mit den Nürnbergern, erobert eine Fahne (Ölstudie)
- Die Räuberfamilie (Mutterliebe entdeckt den ersten Zahn) (Lithografie nach C. E. Ehrhardt)

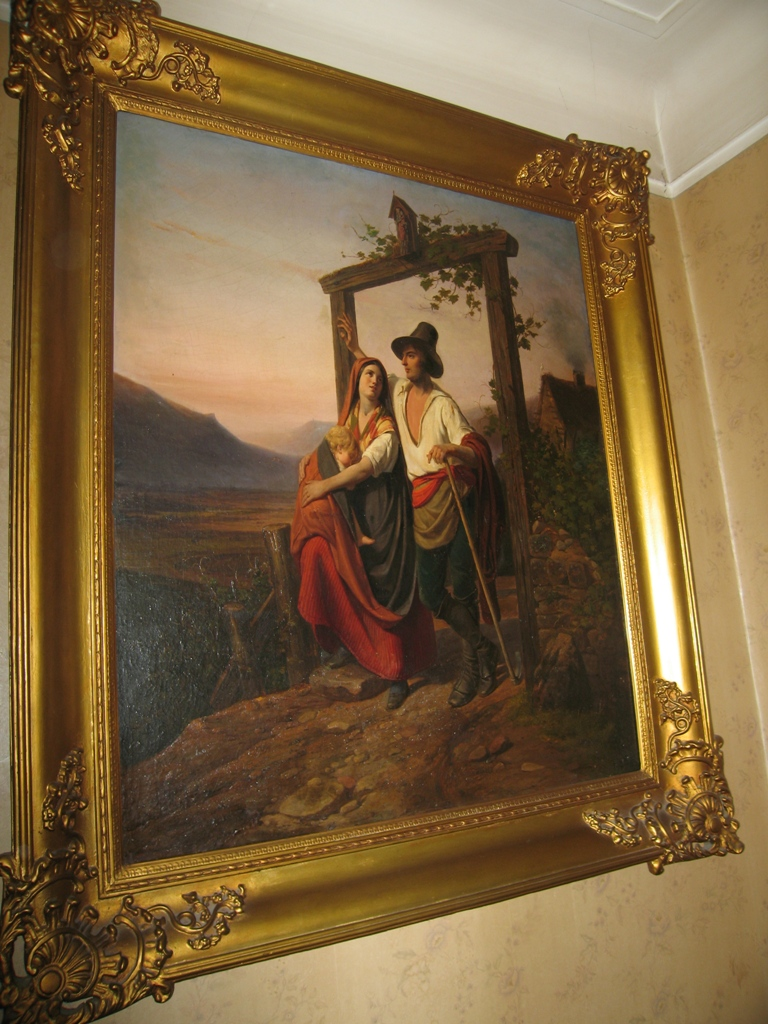
Adolf Eybel – Parisela, 1856, aus einer Privatsammlung

- Parisela, 1856 (Privatsammlung)Adolf Eybel – Parisela, 1856, aus einer Privatsammlung

### Innenraum

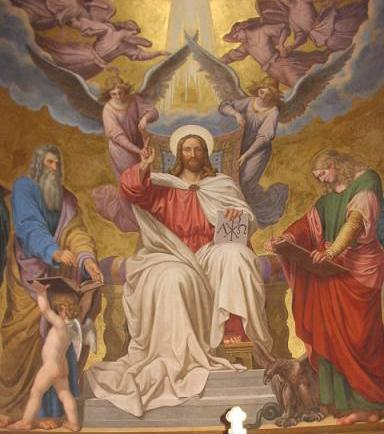
Freskogemälde (Detail)

In der schlicht gehaltenen Kirchenhalle dominiert das Freskogemälde in der Apsis im byzantinischen Stil. Auf goldglänzendem Untergrund wird der thronende Christus mit dem Buch des Lebens dargestellt, umgeben von den vier Evangelisten Lukas, Matthäus, Johannes und Markus mit ihren Symbolfiguren Stier, Mensch, Adler und Löwe. Über ihren Köpfen schweben im Halbkreis Engelsgestalten. Am Scheitel der Halbkugel sieht man die Taube als Sinnbild des Heiligen Geistes. Nach dem Entwurf eines der bedeutendsten Maler der deutschen Romantik, Carl Joseph Begas, führte Adolf Eybel das Gemälde 1845 in Freskotechnik aus. Im Halbrund des Vorjochs (Bema) wird die Farbgestaltung der Hallendecke, gelbe Sterne auf blauem Untergrund, wieder aufgenommen.
Der freistehende Altartisch aus Zedernholz wurde 1961 mutwillig zerstört. Da eine Rekonstruktion wegen fehlender Dokumentationen nicht möglich war, steht heute an selber Stelle ein gleich großer aber betont schlichterer Tisch. Dem besonderen Wunsch Friedrich-Wilhelms IV. entsprechend steht das Kreuz nicht auf dem Altar, sondern mit etwas Abstand dahinter, so dass der Pfarrer dazwischen treten und mit Blick zur Gemeinde auf dem Altar hantieren kann. Das Kirchenschiff hat eine Kassettendecke mit sichtbarer Balkenkonstruktion. Die Abstände der Balken entsprechen seit der Außen- und Dachsanierung von 1985 nicht mehr genau dem Original. Die einzelnen Felder sind mit blauem Tuch bespannt und hellgelben Sternen ausgemalt, entsprechend dem erhaltenen Deckengewölbe der Apsis. Zwischen den Obergadenfenstern stehen auf Konsolen Statuetten der zwölf Apostel aus Lindenholz. Sie wurden 1840/1844 von Jakob Alberty geschnitzt. Als Vorbild dienten die Apostelstatuetten an Peter Vischers Sebaldusgrab in St. Sebald in Nürnberg (um 1500) und von Christian Daniel Rauch gefertigte Modelle für den Berliner Dom.
Die Sitzbänke standen im ersten Jahr parallel zu den Längswänden. Seit 1845 waren sie zu vier Blöcken in Richtung Apsis angeordnet. Ebenso steht das nach 1990 originalgetreu ersetzte Gestühl. Die sehr hohen Rückenlehnen und die gleich hohen Türen zwischen den Bankreihen sollten jede Ablenkung vermeiden und die Blicke der Gläubigen auf den um drei Stufen erhöhten Altarraum, Kanzel und Lesepult lenken. Der Fußbereich des Gestühls hat einen Holzfußboden, einige Zentimeter über dem Estrich, in den farbige Tonfliesen eingelassen sind.
Der einzige Zugang in das Kirchengebäude liegt auf der westlichen Seite. In diesem Bereich ist eine kleine Sakristei vom Kirchenraum abgetrennt. Außerdem befindet sich hier die Treppe zur darüberliegenden Orgelempore.

## Auszeichnungen
- 1846: Goldene Medaille für Der große Kurfürst in der Schlacht bei Fehrbellin[9]
- 1850: Kleine Goldene Medaille für (?)[9]
- 1858: Große Silberne Medaille alten Stempels für die geleistete Senatsarbeit